# Hoekpodzolgronden
Een hoekpodzolgrond is een bodemtype in het Nederlandse systeem van bodemclassificatie dat behoort tot de moderpodzolgronden. In deze podzolgronden wordt moder aangetroffen, een humusvorm waarin organisch- en mineraal materiaal niet sterk gemengd zijn. De bodem heeft een dunne (< 30 cm dik), donkere zandige bovengrond (A-horizont) en een zwaardere briklaag in de ondergrond.
Deze bodems zijn ontstaan in pleistocene afzettingen met een goede natuurlijke drainage. Hierbij is in eerste instantie een rooibrikgrond gevormd. Daarna heeft zich in de zandige uitspoelingslaag (de E-horizont) een moderpodzol ontwikkeld. Vanwege deze bijzondere genese worden deze bodems ook wel secundaire humusijzerpodzolen genoemd.
Het zijn gronden die weinig voorkomen. Ze zijn te vinden op het Drents Plateau en op lichtere gronden in het rivierengebied.
| Horizont | Diepte    | Omschrijving |
| -------- | --------- | --- |
| Ap       | 0–18 cm   | donkerbruin, matig humeus, sterk lemig, matig grof zand |
| Bws      | 18–35 cm  | donkerbruin, matig humusarm, sterk lemig, matig grof zand |
| Bw       | 35–50 cm  | licht geelbruin, zeer humusarm, sterk lemig, matig grof zand |
| 1C/2E    | 50–80 cm  | geel, uiterst humusarm, sterk lemig, grof zand; ijzerhuidjes op de zandkorrels (C van bovenliggend moderpodzolprofiel, E gerelateerd aan onderliggende briklaag) |
| 2Bt      | 80–100 cm | bruine, grofzandige zavel; lutumijzerhuidjes op structuurelementen en in de poriën                                                                               |
| 2C       | > 100 cm  | geel, uiterst humusarm, sterk lemig, matig grof zand; bevat enkele banden met zelfde samenstelling als 2Bt horizont.                                             |